# Нижнє Аврюзово
Нижнє Аврю́зово (рос. Нижнее Аврюзово, башк. Түбәнге Әүрез) — село у складі Альшеєвського району Башкортостану, Росія. Адміністративний центр Нижньоаврюзовської сільської ради.
Населення — 683 особи (2010; 727 в 2002).
Національний склад:
- татари — 92 %